# Небогатов, Анатолий Владимирович
Анато́лий Влади́мирович Небога́тов (род. 28 октября 1947) —  российский дипломат.

## Биография
Окончил МГИМО МИД СССР (1971). На дипломатической работе с 1971 года. Владеет английским, индонезийским и малайзийским языками.
- В 1993—1995 годах — советник-посланник Посольства России в Малайзии.
- В 2000—2002 годах — заместитель директора Департамента кадров МИД России.
- С 16 июля 2002 по 8 января 2007 года — чрезвычайный и полномочный посол России на Филиппинах[1][2].

Занимал должность директора Департамента гуманитарного сотрудничества общеполитических и социальных проблем Исполнительного комитета СНГ. 

## Дипломатический ранг
- Чрезвычайный и полномочный посланник 2 класса (10 ноября 1995)[3].